# 진소유 (가수)
진소유(1994년 ~ )는 대한민국의 가수다. 2024년 싱글 [딸의 약속]으로 데뷔했다.

## 방송
- 콘테스트M4 (2024) - Top12

## 음반
- 딸의 약속 (2024)
- 월드다방 OST (2025)